# Wereldkampioenschap superbike van Laguna Seca 1999
Het wereldkampioenschap superbike van Laguna Seca 1999 was de achtste ronde van het wereldkampioenschap superbike en de zevende ronde van het wereldkampioenschap Supersport 1999. De races werden verreden op 11 juli 1999 op Laguna Seca nabij Monterey, Californië, Verenigde Staten.

## Superbike

### Race 1
| Pos | Nr  | Rijder               | Constructeur | Rondes | Tijd        | Grid | Punten |
| --- | --- | -------------------- | ------------ | ------ | ----------- | ---- | ------ |
| 1   | 95  | Anthony Gobert       | Ducati       | 28     | 41:01.775   | 2    | 25     |
| 2   | 90  | Ben Bostrom          | Ducati       | 28     | +3.151      | 3    | 20     |
| 3   | 4   | Akira Yanagawa       | Kawasaki     | 28     | +3.382      | 4    | 16     |
| 4   | 5   | Colin Edwards        | Honda        | 28     | +13.405     | 7    | 13     |
| 5   | 1   | Carl Fogarty         | Ducati       | 28     | +13.709     | 9    | 11     |
| 6   | 11  | Troy Corser          | Ducati       | 28     | +14.134     | 1    | 10     |
| 7   | 7   | Pierfrancesco Chili  | Suzuki       | 28     | +14.320     | 8    | 9      |
| 8   | 92  | Jamie Hacking        | Yamaha       | 28     | +23.168     | 12   | 8      |
| 9   | 111 | Aaron Slight         | Honda        | 28     | +26.888     | 11   | 7      |
| 10  | 91  | Eric Bostrom         | Honda        | 28     | +32.774     | 6    | 6      |
| 11  | 21  | Katsuaki Fujiwara    | Suzuki       | 28     | +40.375     | 13   | 5      |
| 12  | 6   | Gregorio Lavilla     | Kawasaki     | 28     | +50.111     | 16   | 4      |
| 13  | 15  | Igor Jerman          | Kawasaki     | 28     | +56.620     | 14   | 3      |
| 14  | 38  | Lance Isaacs         | Ducati       | 28     | +1:10.215   | 22   | 2      |
| 15  | 39  | Alessandro Gramigni  | Yamaha       | 28     | +1:10.647   | 20   | 1      |
| 16  | 55  | Mauro Lucchiari      | Yamaha       | 27     | +1 ronde    | 21   |        |
| 17  | 89  | Mike Smith           | Honda        | 27     | +1 ronde    | 23   |        |
| DNF | 41  | Noriyuki Haga        | Yamaha       | 19     | Ongeluk     | 10   |        |
| DNF | 9   | Peter Goddard        | Aprilia      | 13     | Ongeluk     | 5    |        |
| DNF | 24  | Vladimír Karban      | Suzuki       | 8      | Uitgevallen | 24   |        |
| DNF | 19  | Lucio Pedercini      | Ducati       | 7      | Ongeluk     | 17   |        |
| DNF | 27  | Frédéric Protat      | Ducati       | 5      | Uitgevallen | 19   |        |
| DNF | 22  | Vittoriano Guareschi | Yamaha       | 4      | Ongeluk     | 15   |        |
| DNF | 33  | Robert Ulm           | Kawasaki     | 4      | Ongeluk     | 18   |        |

### Race 2
| Pos | Nr  | Rijder               | Constructeur | Rondes | Tijd        | Grid | Punten |
| --- | --- | -------------------- | ------------ | ------ | ----------- | ---- | ------ |
| 1   | 90  | Ben Bostrom          | Ducati       | 28     | 40:58.346   | 3    | 25     |
| 2   | 11  | Troy Corser          | Ducati       | 28     | +3.012      | 1    | 20     |
| 3   | 7   | Pierfrancesco Chili  | Suzuki       | 28     | +6.310      | 8    | 16     |
| 4   | 1   | Carl Fogarty         | Ducati       | 28     | +10.622     | 9    | 13     |
| 5   | 5   | Colin Edwards        | Honda        | 28     | +13.993     | 7    | 11     |
| 6   | 111 | Aaron Slight         | Honda        | 28     | +16.120     | 11   | 10     |
| 7   | 91  | Eric Bostrom         | Honda        | 28     | +18.153     | 6    | 9      |
| 8   | 6   | Gregorio Lavilla     | Kawasaki     | 28     | +29.302     | 16   | 8      |
| 9   | 9   | Peter Goddard        | Aprilia      | 28     | +37.081     | 5    | 7      |
| 10  | 41  | Noriyuki Haga        | Yamaha       | 28     | +39.455     | 10   | 6      |
| 11  | 21  | Katsuaki Fujiwara    | Suzuki       | 28     | +41.285     | 13   | 5      |
| 12  | 4   | Akira Yanagawa       | Kawasaki     | 28     | +52.483     | 4    | 4      |
| 13  | 92  | Jamie Hacking        | Yamaha       | 28     | +1:01.566   | 12   | 3      |
| 14  | 27  | Frédéric Protat      | Ducati       | 28     | +1:04.647   | 19   | 2      |
| 15  | 39  | Alessandro Gramigni  | Yamaha       | 28     | +1:05.263   | 20   | 1      |
| 16  | 15  | Igor Jerman          | Kawasaki     | 28     | +1:05.474   | 14   |        |
| 17  | 89  | Mike Smith           | Honda        | 27     | +1 ronde    | 23   |        |
| DNF | 38  | Lance Isaacs         | Ducati       | 26     | Uitgevallen | 22   |        |
| DNF | 24  | Vladimír Karban      | Suzuki       | 13     | Ongeluk     | 24   |        |
| DNF | 55  | Mauro Lucchiari      | Yamaha       | 12     | Uitgevallen | 21   |        |
| DNF | 95  | Anthony Gobert       | Ducati       | 11     | Ongeluk     | 2    |        |
| DNF | 22  | Vittoriano Guareschi | Yamaha       | 9      | Uitgevallen | 15   |        |
| DNF | 19  | Lucio Pedercini      | Ducati       | 6      | Uitgevallen | 17   |        |
| DNF | 33  | Robert Ulm           | Kawasaki     | 2      | Uitgevallen | 18   |        |

## Supersport
| Pos | Nr | Rijder                | Constructeur | Rondes | Tijd        | Grid | Punten |
| --- | -- | --------------------- | ------------ | ------ | ----------- | ---- | ------ |
| 1   | 3  | Stéphane Chambon      | Suzuki       | 25     | 38:19.719   | 1    | 25     |
| 2   | 12 | Iain MacPherson       | Kawasaki     | 25     | +4.083      | 3    | 20     |
| 3   | 4  | Paolo Casoli          | Ducati       | 25     | +10.315     | 2    | 16     |
| 4   | 5  | Massimo Meregalli     | Yamaha       | 25     | +12.329     | 5    | 13     |
| 5   | 1  | Fabrizio Pirovano     | Suzuki       | 25     | +13.594     | 7    | 11     |
| 6   | 7  | Piergiorgio Bontempi  | Yamaha       | 25     | +18.423     | 11   | 10     |
| 7   | 6  | Cristiano Migliorati  | Suzuki       | 25     | +21.165     | 19   | 9      |
| 8   | 8  | Wilco Zeelenberg      | Yamaha       | 25     | +23.073     | 12   | 8      |
| 9   | 22 | Christian Kellner     | Yamaha       | 25     | +23.239     | 8    | 7      |
| 10  | 25 | William Costes        | Honda        | 25     | +37.106     | 6    | 6      |
| 11  | 52 | James Toseland        | Honda        | 25     | +38.984     | 10   | 5      |
| 12  | 20 | Werner Daemen         | Yamaha       | 25     | +44.897     | 18   | 4      |
| 13  | 61 | Brian Parriott        | Honda        | 25     | +45.147     | 21   | 3      |
| 14  | 35 | Christophe Cogan      | Yamaha       | 25     | +46.095     | 17   | 2      |
| 15  | 55 | Michele Malatesta     | Ducati       | 25     | +52.808     | 9    | 1      |
| 16  | 18 | Camillo Mariottini    | Kawasaki     | 25     | +58.652     | 27   |        |
| 17  | 46 | Mauro Sanchini        | Suzuki       | 25     | +1:03.318   | 24   |        |
| 18  | 33 | Luca Conforti         | Kawasaki     | 25     | +1:10.410   | 28   |        |
| 19  | 42 | David Checa           | Ducati       | 25     | +1:11.636   | 23   |        |
| 20  | 48 | Felisberto Teixeira   | Honda        | 25     | +1:16.081   | 26   |        |
| 21  | 70 | Karl Harris           | Suzuki       | 25     | +1:17.161   | 20   |        |
| 22  | 59 | Tony Doran            | Honda        | 25     | +1:40.915   | 30   |        |
| 23  | 23 | Rubén Xaus            | Yamaha       | 22     | +3 ronden   | 16   |        |
| DNF | 31 | Vittorio Iannuzzo     | Yamaha       | 16     | Ongeluk     | 13   |        |
| DNF | 77 | James Ellison         | Honda        | 13     | Uitgevallen | 32   |        |
| DNF | 16 | Sébastien Charpentier | Honda        | 11     | Uitgevallen | 14   |        |
| DNF | 19 | Walter Tortoroglio    | Suzuki       | 8      | Uitgevallen | 15   |        |
| DNF | 37 | Marco Borciani        | Honda        | 6      | Uitgevallen | 29   |        |
| DNF | 69 | Serafino Foti         | Ducati       | 4      | Uitgevallen | 25   |        |
| DNF | 90 | Israel Sanchez        | Yamaha       | 3      | Ongeluk     | 31   |        |
| DNF | 21 | Jörg Teuchert         | Yamaha       | 1      | Ongeluk     | 4    |        |
| DNF | 27 | Roberto Panichi       | Bimota       | 0      | Uitgevallen | 22   |        |

## Tussenstanden na wedstrijd

### Superbike
| Pos | Nr  | Rijder         | Team     | Punten |
| --- | --- | -------------- | -------- | ------ |
| 1   | 1   | Carl Fogarty   | Ducati   | 317    |
| 2   | 11  | Troy Corser    | Ducati   | 268    |
| 3   | 5   | Colin Edwards  | Honda    | 218    |
| 4   | 111 | Aaron Slight   | Honda    | 196    |
| 5   | 4   | Akira Yanagawa | Kawasaki | 194    |

### Supersport
| Pos | Nr | Rijder               | Team     | Punten |
| --- | -- | -------------------- | -------- | ------ |
| 1   | 3  | Stéphane Chambon     | Suzuki   | 101    |
| 2   | 7  | Piergiorgio Bontempi | Yamaha   | 92     |
| 3   | 12 | Iain MacPherson      | Kawasaki | 67     |
| 4   | 1  | Fabrizio Pirovano    | Suzuki   | 66     |
| 5   | 21 | Jörg Teuchert        | Yamaha   | 64     |

1995 · 1996 · 1997 · 1998 · 1999 · 2000 · 2001 · 2002 · 2003 · 2004 · 2013 · 2014 · 2015 · 2016 · 2017 · 2018 · 2019